# Stellan Nilsson
Stellan Herbert Nilsson, född 28 maj 1922 i Lund, död 27 maj 2003 i Sankt Johannes församling i Malmö, var en svensk fotbollsspelare. Han spelade som vänsterytter och blev trefaldig svensk mästare, 1944, 1949 och 1950 med Malmö FF. Han gjorde 17 landskamper för Sverige mellan 1943 och 1950 och deltog i VM 1950 där han blev bronsmedaljör. 

## Klubbkarriär
Stellan Nilsson tillhörde de legendariska MFF-uppställningar, som är lagets mest framgångsrika genom tiderna och som åren 1949-51 spelade 49 allsvenska matcher i rad utan förlust, varav 23 segrar i följd. Han debuterade i Malmö FF redan 1940, spelade 336 matcher och gjorde 166 mål för föreningen fram till 1950.
Efter bronset i VM 1950 var intresset för de svenska spelarna stort. Nilsson blev proffs i italienska Genoa CFC, dit han fick sällskap av klubbkamraten Börje Tapper såväl som AIK:aren Bror Mellberg. Nilsson gjorde en bra debutsäsong, han medverkade i samtliga 38 matcher och gjorde på dessa tio mål. Sämre gick det för klubben som slutade sist i ligan och därmed degraderades till Serie B.
Efter sejourer i Frankrike med Angers och senare Olympique de Marseille återvände Stellan Nilsson till Malmö varvid hans fotbollskarriär avslutades, eftersom han efter proffssejouren var förbjuden att spela amatörfotboll. Efter att licensen släppts spelade han dock en säsong i BK Kick, bland annat med en ung Krister Kristensson i laget.

## Landslagskarriär
Vid VM i Brasilien 1950 spelade han i två av Sveriges fem matcher, i segermatchen mot Italien, 3-2, och i förlustmatchen mot Brasilien, 1-7. I de avslutande två matcherna mot blivande mästarnationen Uruguay och Spanien ersattes han med Stig Sundqvist. Stellan Nilsson hade tillsammans med "Nacka" Skoglund, efter en festnatt, fallit i onåd hos landslagsledaren "Putte" Kock och de båda spelarna kom att informellt stängas av ifrån spel i de återstående två matcherna.

## Meriter
- SM-guld: 1944, 1949 och 1950 med Malmö FF
- Vinnare av Svenska cupen med Malmö FF 1944, 1946 och 1947
- Brons med Sverige vid VM 1950
- Stor grabb inom svensk fotboll 1947